# Dorothy Dene
Dorothy Dene (1859 - 27 de desembre de 1899), nascuda com a Ada Alice Pullen, va ser una actriu anglesa i model del pintor prerafaelita Frederic Leighton i alguns del seu socis. Dene va ser reconeguda per tenir una cara clàssica i una figura i complexió impecable. La seva alçada era superior a la mitjana i tenia braços llargs, grans ulls violetes i abundant cabell castany daurat.

## Biografia

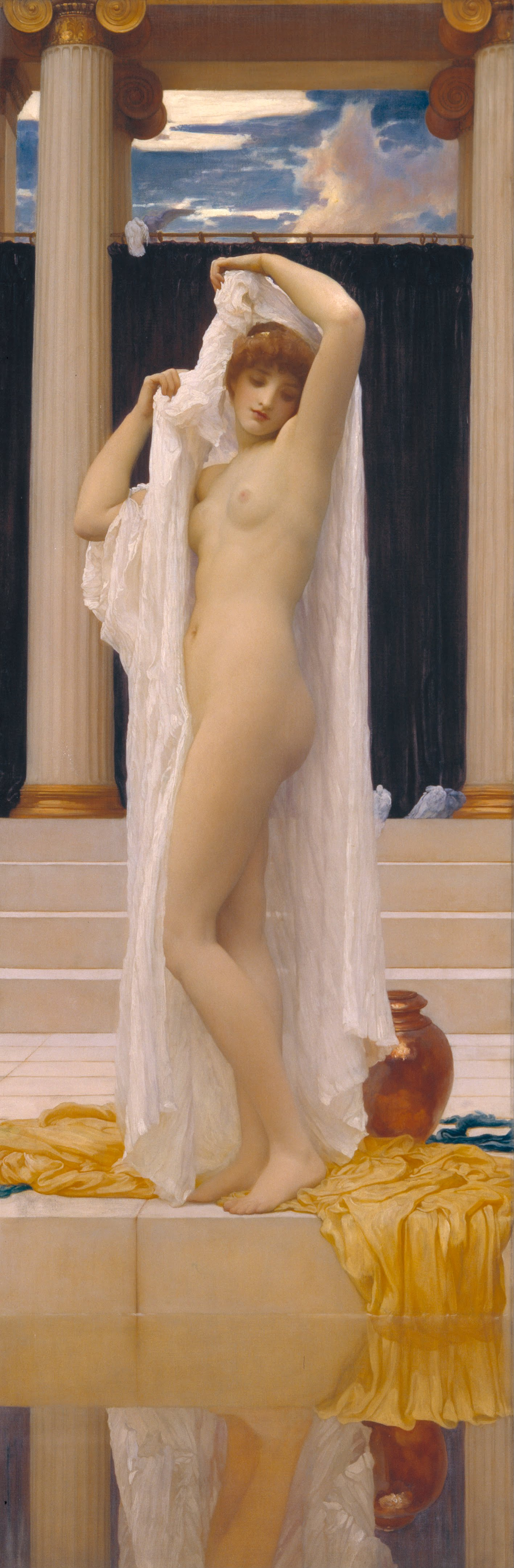
El bany de Psique de Leighton. 1890

Dene va néixer a New Cross, Londres, el 1859; el seu nom de naixement era Ada Alice Pullen. El seu pare va abandonar la família i el 1881 va morir la seva mare. Venia d'una gran família de noies, algunes de les quals es guanyaven la vida actuant a l'escenari. Vivia amb les seves quatre germanes en un apartament a South Kensington, Londres.

## Carrera com a model
Segons un article publicat el 1897, Leighton la va triar com "l'única dona a Europa", el rostre i figura de la qual més estretament encaixaven amb el seu ideal. Leighton va buscar per Europa una model adequada per a la seva pintura de 1894 Cimó i Ifigènia, fins que va trobar Dene en un teatre a Londres. No obstant això, la història de la trobada en un teatre es contradiu amb la biografia de Leighton, escrita per Emilia Barrington just després de la seva mort. Segons Barrington, Dene va ser descoberta per l'artista a la porta de l'estudi d'un pintor relacionat amb Leighton. L'estudi esmentat va ser probablement el deLouise Starr Canziani a Kensington Green, on ja estava treballant com a model. Va posar per a Leighton quan va pintar Bianca el 1881.
A banda de Cimó i Ifigènia, Dene apareix com la donzella que intenta agafar la pilota en la seva obra Noies gregues jugant a pilota. També va ser la model de Leighton en Andròmaca en captivitat, El jardí del Hespèrides, i Lluna d'estiu, en què embelleix l'escena amb els seus llargs braços.
John Everett Millais i George Frederic Watts també van comptar amb Dene com a model. Watts en va pintar dos retrats i Uldra, un retrat amb un estil avançat al seu temps.

## Relació amb Leighton

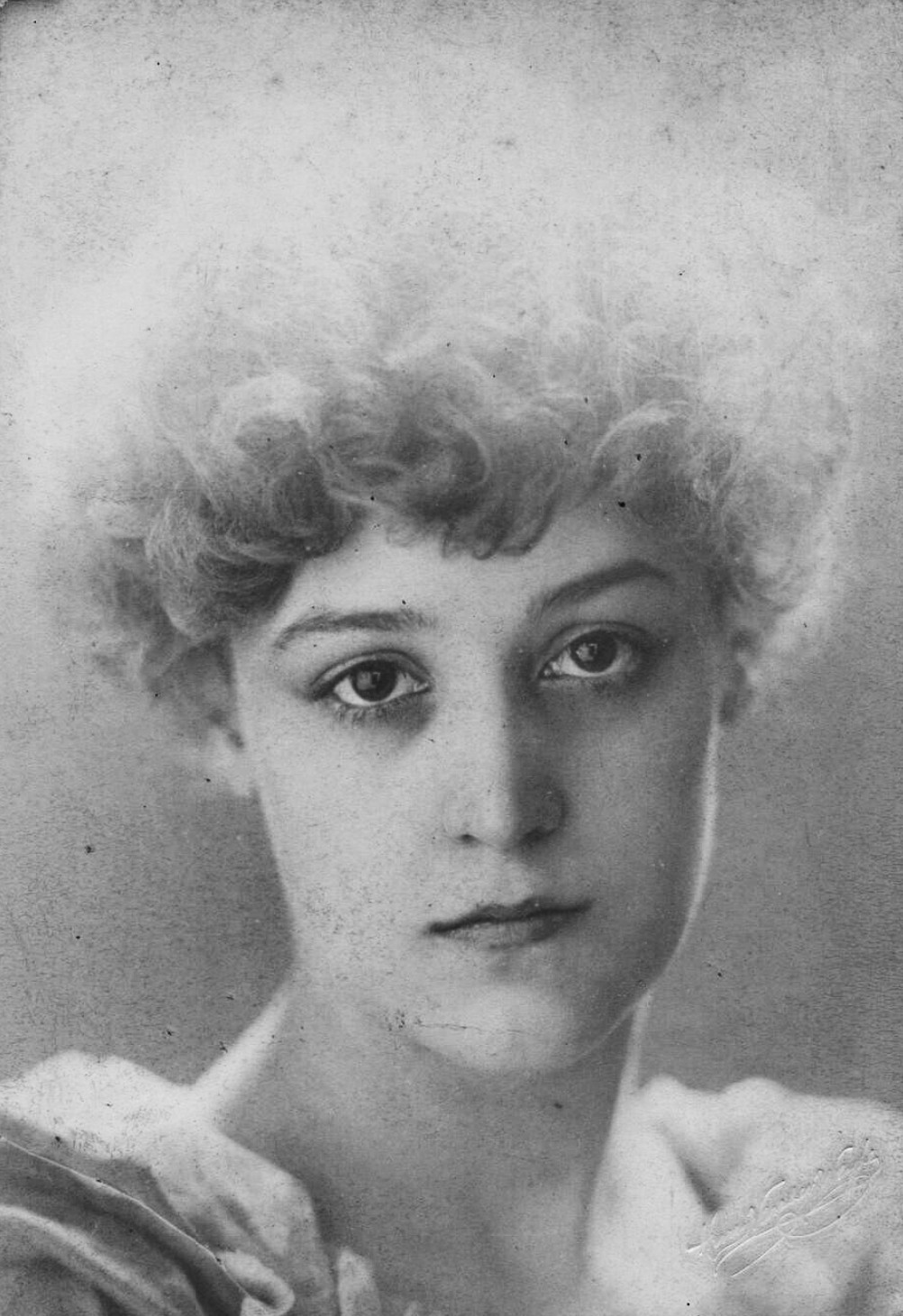
Dorothy Dene als anys 1880

Hi ha hagut rumors que Leighton havia tingut una relació romàntica amb Dene, però no hi ha cap constància. La sexualitat de Leighton va ser un tema de debat. Es va mantenir solter i, segons l'historiador de l'art Richard Louis Ormond, que juntament amb la seva muller Leonée va escriure la biografia de Leighton, va reconèixer que "va estar en algun moment acompanyat d'homes joves". No obstant això, l'amic de Leighton, l'artista italià Giovanni Costa, fa algunes referències misterioses a "la dona" de l'artista en cartes al seu amic en comú George Howard, novè comte de Carlisle. S'ha especulat que es referia a Dene. A la seva mort, va deixar 5.000£, més uns altres 5.000£ en fideïcomís per a ella i les seves germanes (això era l'equivalent d'un milió de lliures actuals), cosa que era de bon tros el més gran llegat que va fer.

## Carrera com a actriu
Ada Alice esdevenia "Dorothy Dene" el 1882 quan Leighton va esdevenir el seu benefactor. Va ser adoptat com a nom per la seva carrera teatral. "Dorothy" va ser escollida per Ada en referència a la seva germana més jove que va morir el 1877 i el cognom Dene va ser escollit per Frederic Leighton.
Dene va debutar com a actriu en el paper de Marin en L'Escola per escàndol el 1886. Va aparèixer a Nova York en una obra produïda pel Theater of Arts and Letters i també va actuar en altres locals de la ciutat. Va tenir poc d'èxit com a intèrpret a Amèrica i la seva gira va finalitzar abans d'hora. Als 1890, va ser considerada una de les dones més boniques d'Anglaterra. Va morir a Londres d'una peritonitis el 27 de gener de 1899, a l'edat de quaranta anys i està enterrada al cementiri Kensal Green.

## Pintures amb Dorothy Dene

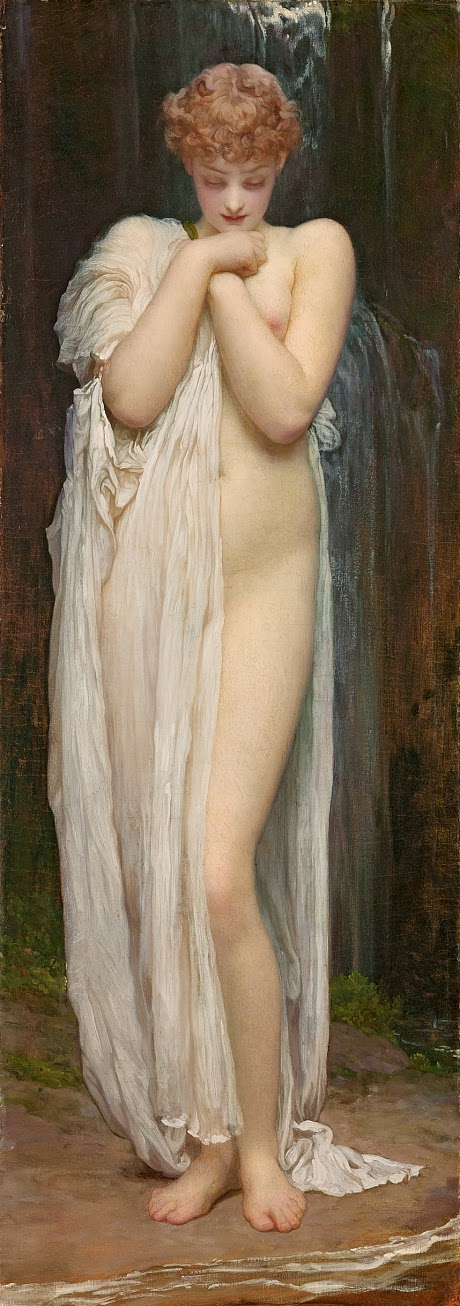
Crenaia, la nimfa del Dargle, 1880
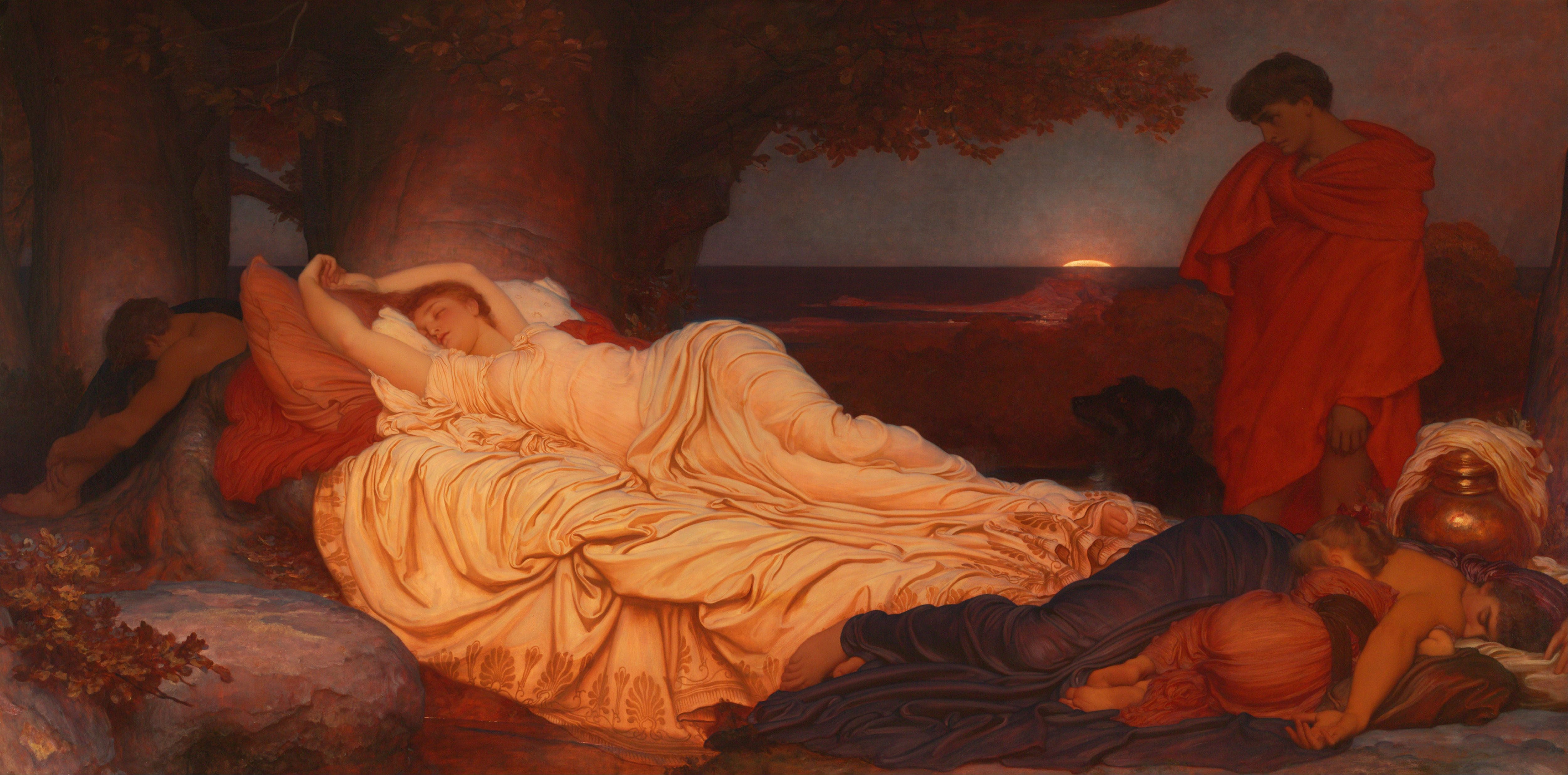
Cimó i Ifigènia, 1884
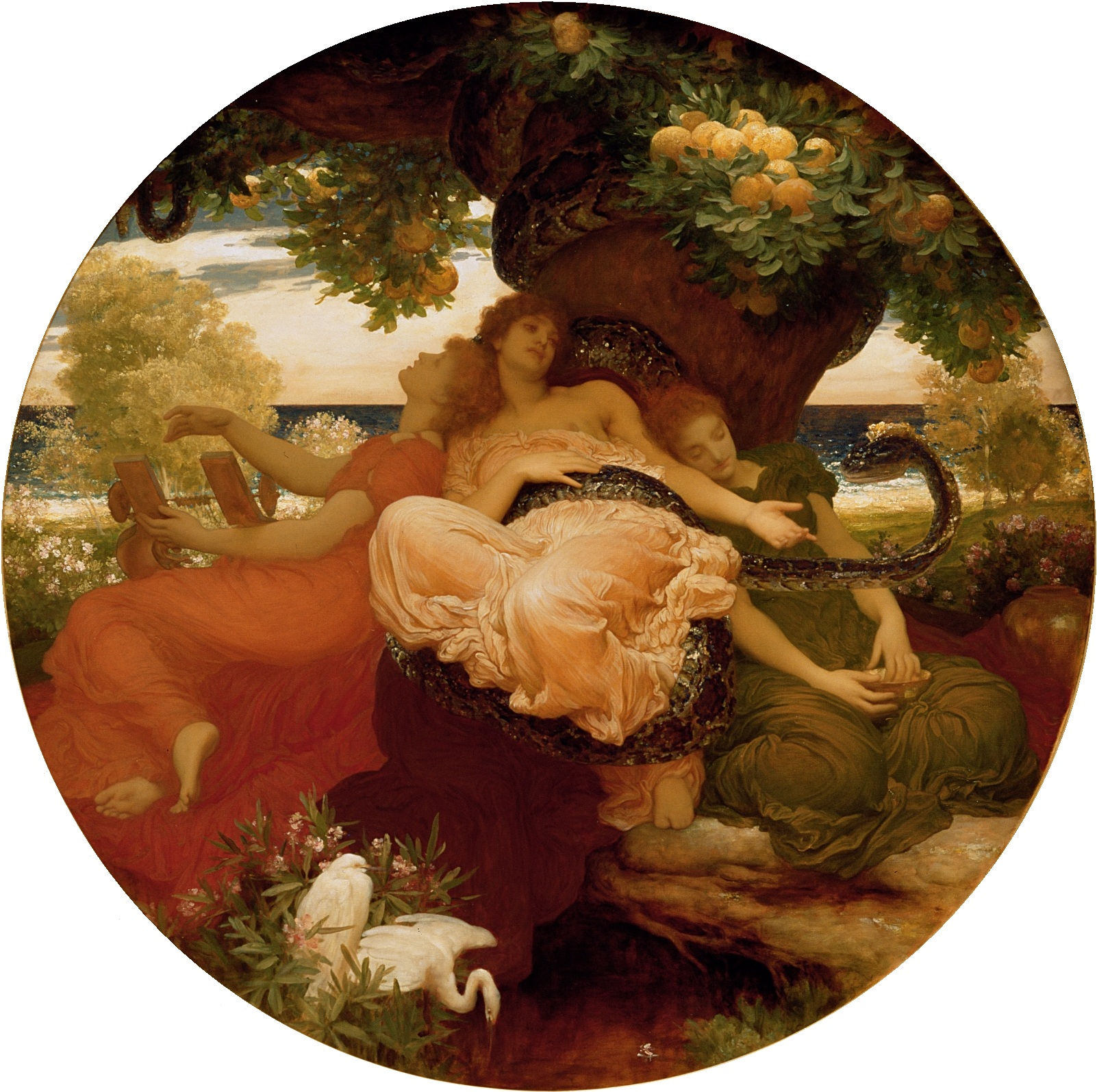
El jardí de les Hespèrides. 1892
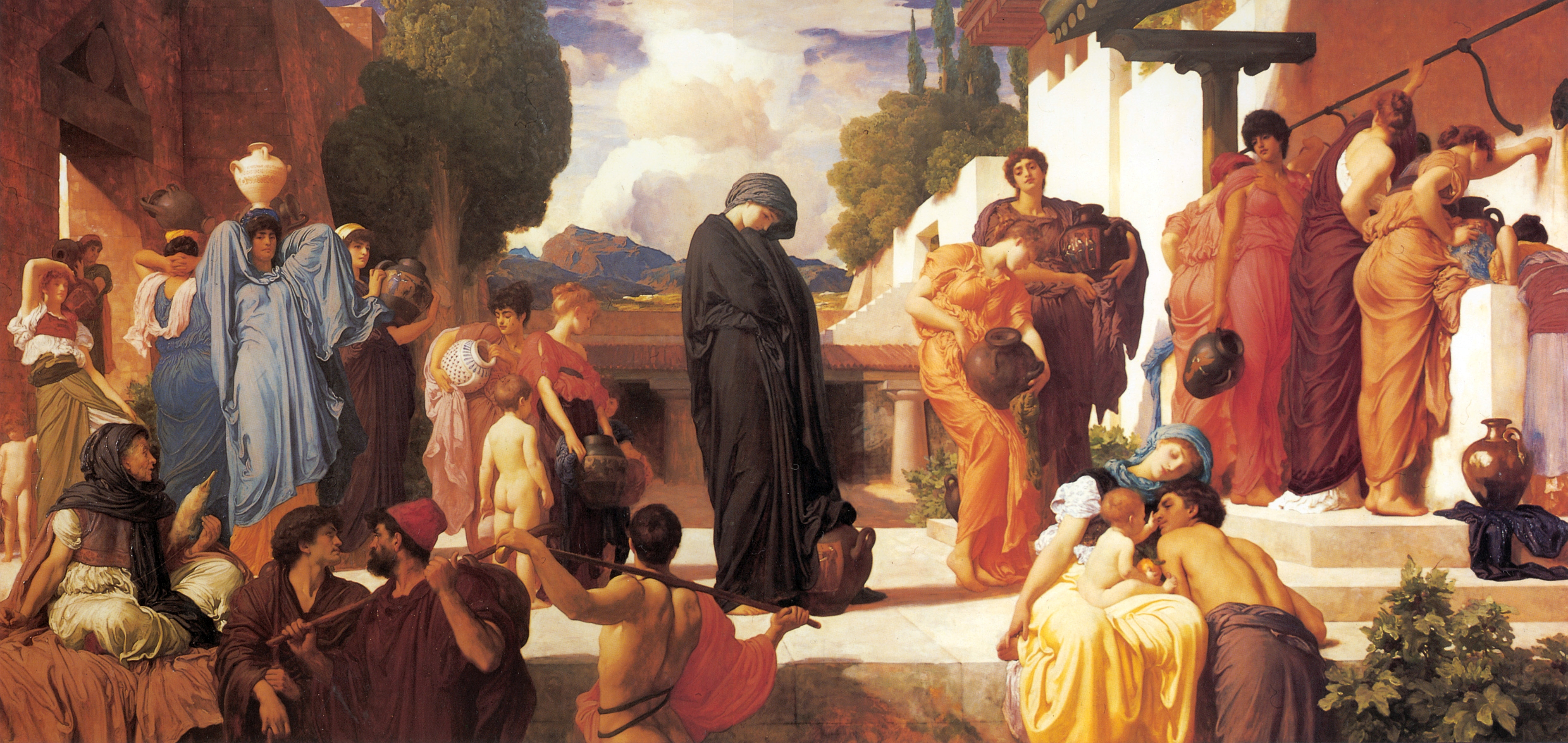
Andròmaca en captivitat
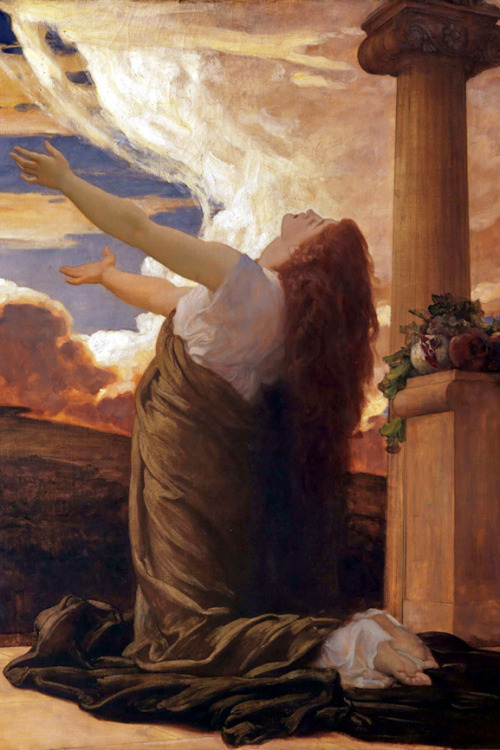
Clícia. 1895-96
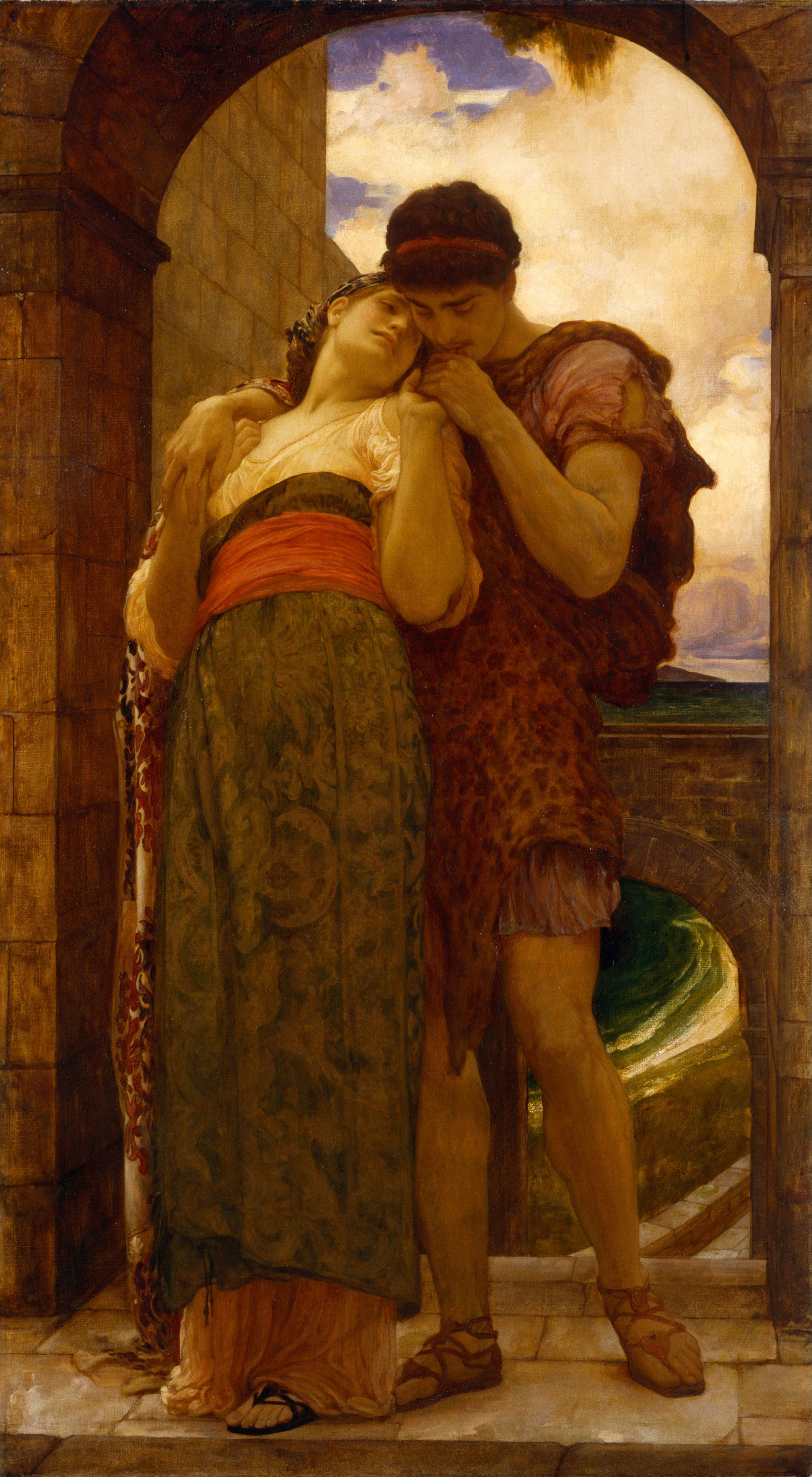
Wedded.
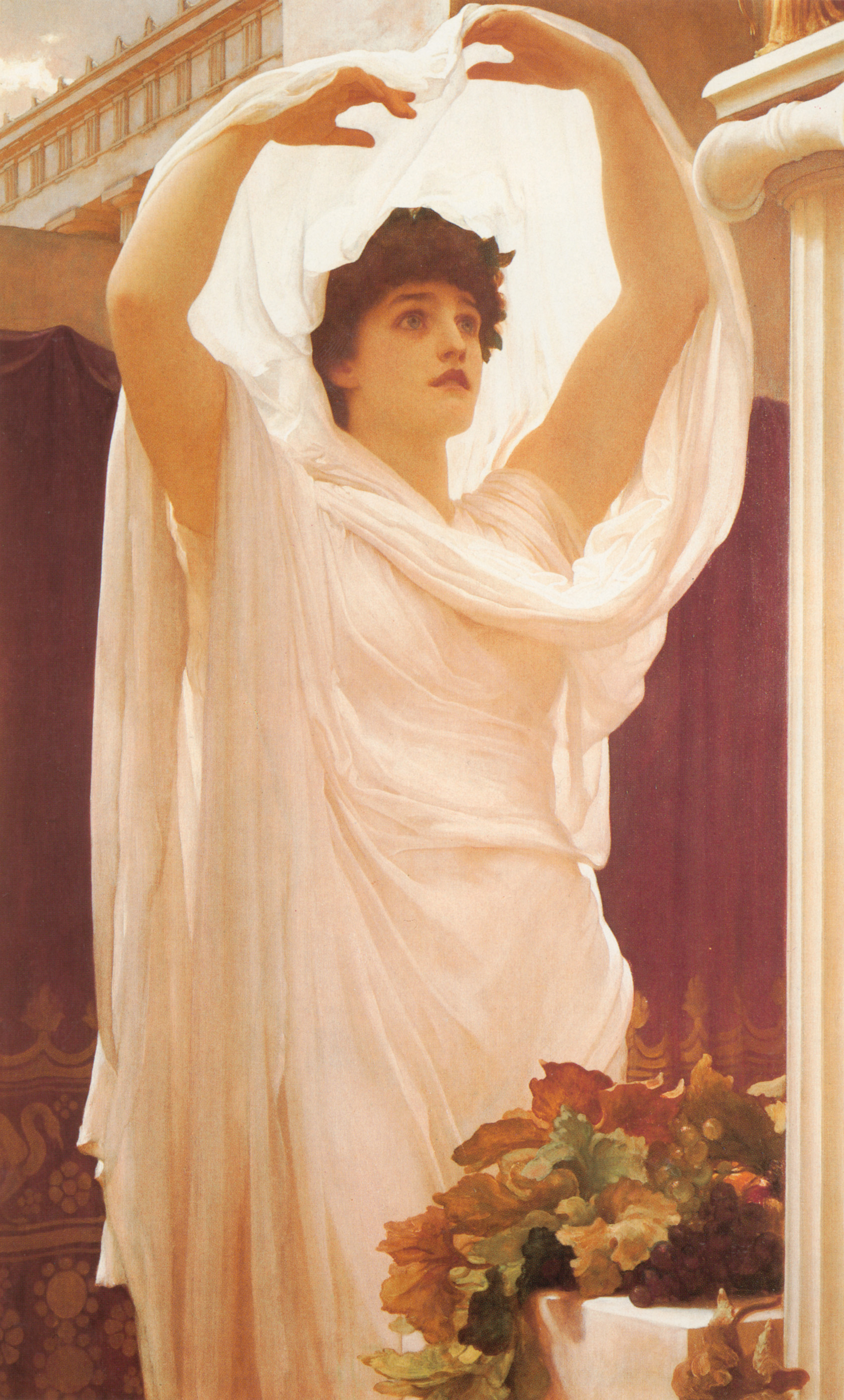
Invocació
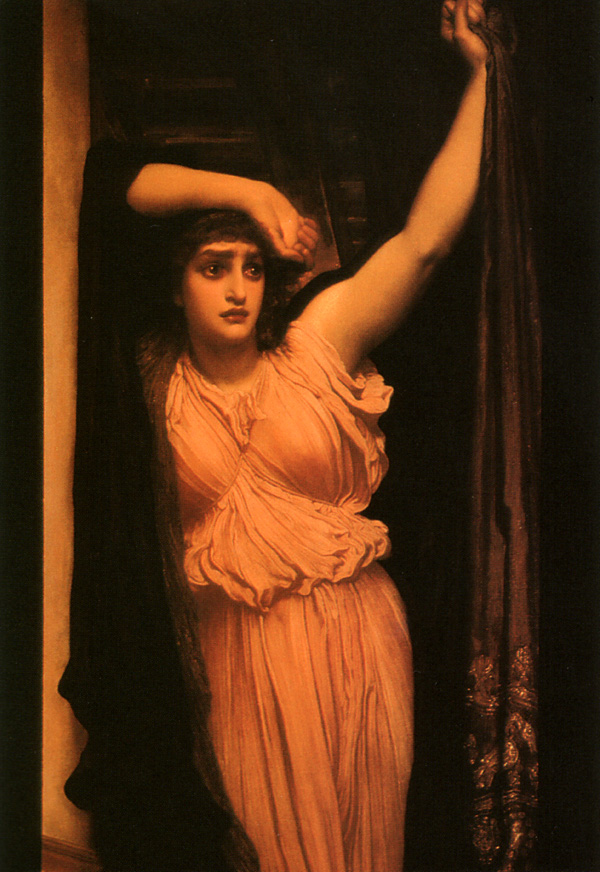
Darrera mirada a l'heroi
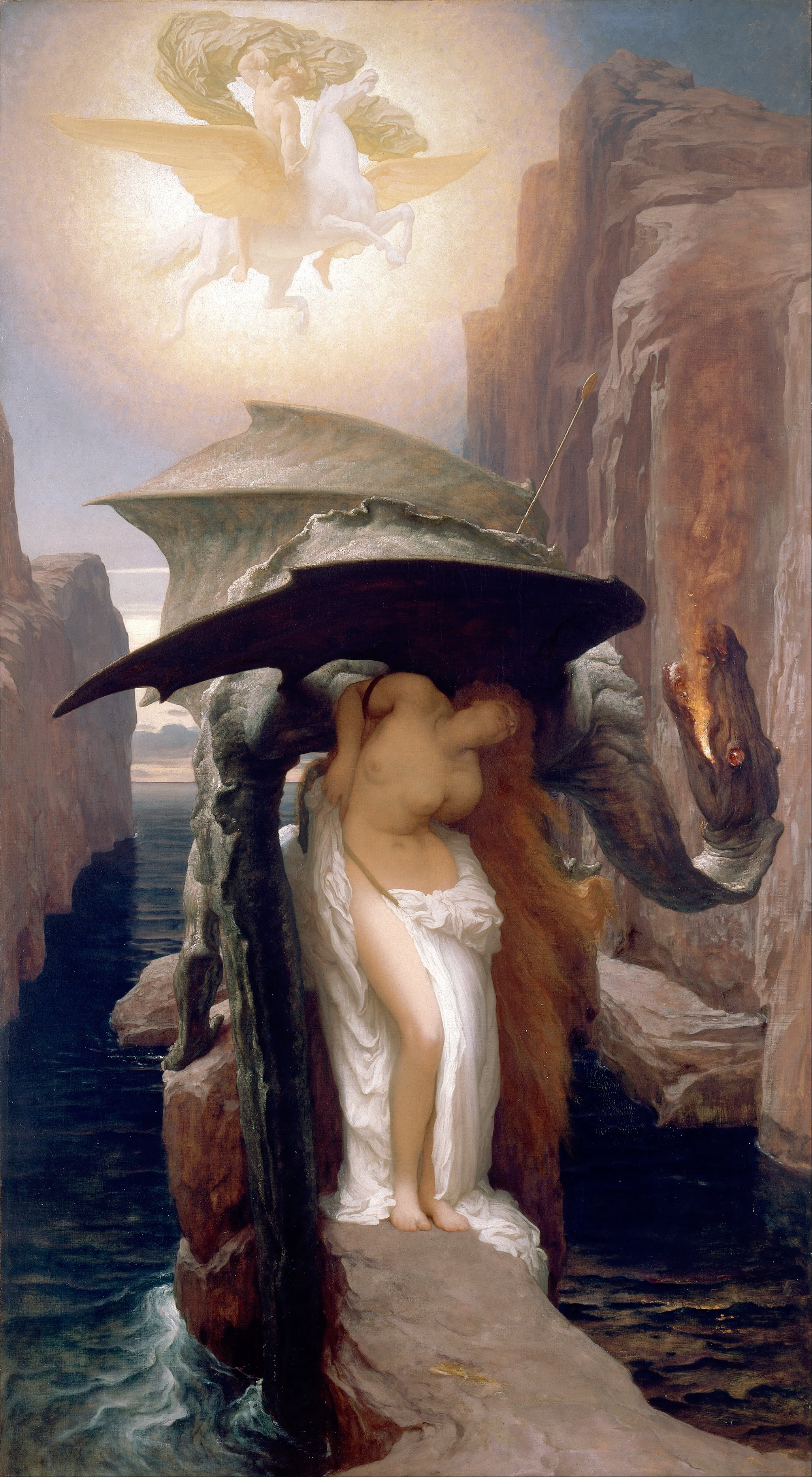
Perseu i Andròmeda
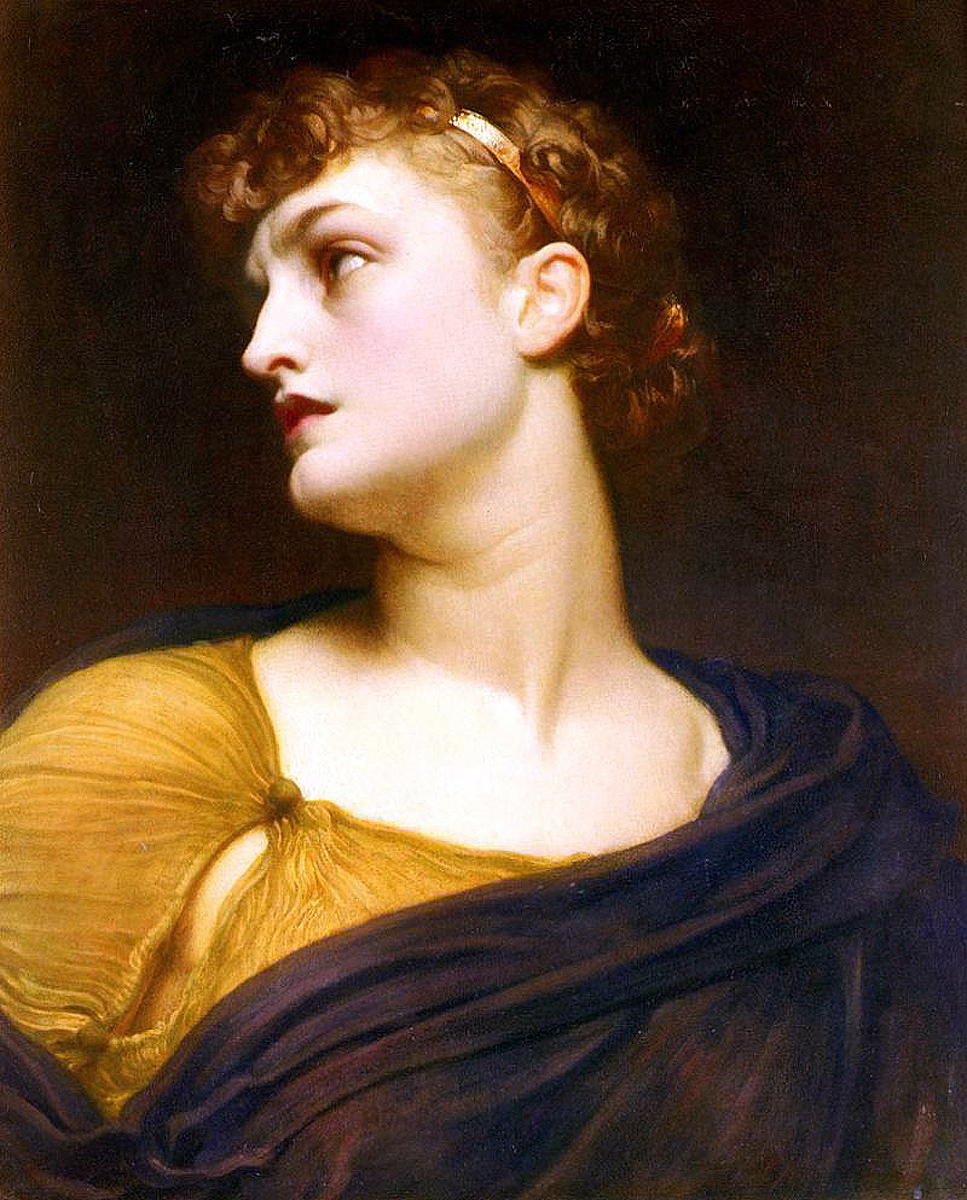
Antígona
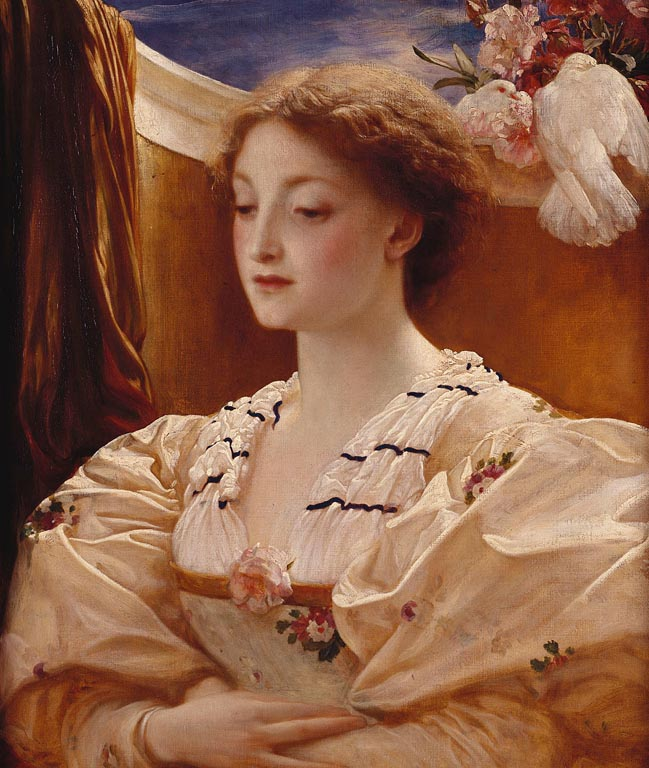
Bianca.1862